# Nguyễn Hùng Lân
Nguyễn Hùng Lân (1 tháng 6 năm 1956 – 9 tháng 5 năm 2025) là một nhạc sĩ và họa sĩ Việt Nam.

## Cuộc đời
Nguyễn Hùng Lân sinh ngày 1 tháng 6 năm 1956 tại Sài Gòn, được thanh tẩy với thánh danh Ignatius. Ông từng trải một năm theo học ngành Toán – Lý – Hóa của Đại học Khoa học thuộc Viện Đại học Sài Gòn trước khi phải nghỉ  vì gia cảnh quá khó.
Sau sự kiện 30 tháng 4 năm 1975, ông theo gia đình lên Nông trường Bình Ba (huyện Châu Đức, tỉnh Bà Rịa – Vũng Tàu) định cư và làm kinh tế mới. Hàng ngày, ông đi cạo mủ cao su từ lúc 3 giờ sáng đến khuya mới về, liên tục bị sốt rét và đói kém hành hạ. Nhờ bằng tú tài, ông sớm được chuyển sang bộ phận hành chính với chuyên môn vẽ phông sân khấu mỗi khi nông trường diễn văn nghệ và bích chương – biểu ngữ cổ động cho nông trường. Một thời gian sau lại được cử đi học trung cấp văn hóa nghệ thuật tại Biên Hòa.
Bằng tú tài có được từ trước khi đất nước thống nhất không giúp tôi thoát nghèo nhưng giúp tôi đỡ bệnh tật vì không còn phải vào rừng cạo mủ cao su lúc mặt trời chưa ló rạng. Khi có con đầu đời thì tôi tự nhủ: Có cạp đất cũng cho con học tới bến.

Năm 1986, qua gợi ý của bà chị ruột, ông bắt đầu tìm hiểu cách xuất bản tranh truyện, ít lâu sau thì trứ tác Người đầu tiên lên mặt trăng được in. Nhờ thế, ông được gọi là họa sĩ khi vẫn còn là công nhân.
Ngày cuốn sách ra mắt thì tôi như được lên mặt trăng vì sung sướng còn vợ tôi khóc sướt mướt. Nhuận bút cuốn truyện khi đó bằng lương tháng công nhân nông trường.

Bạn đọc quý tôi thì phong cho tôi là họa sĩ chứ, nào tôi đã có cái bằng đại học, tôi phải từ giã trường đại học vì hồi ấy gia đình khó khăn lắm, chủ yếu là kinh nghiệm dạy mình.

Cứ thế, trong 20 năm tiếp theo, hàng loạt tranh truyện xuất hiện khiến Nguyễn Hùng Lân được họa giới lưu truyền như một huyền thoại tranh truyện Việt Nam. Theo chính ông thống kê, cho đến thời điểm 2018, ông đã tự vẽ được 700 trang truyện mà không cần bất kỳ máy móc hỗ trợ nào.
Bên cạnh sáng tác truyện tranh, ông còn là giám đốc công ty Hung Lan Design chuyên cung cấp giải pháp đồ họa. Bên cạnh công việc hội họa, ông cũng thường xuyên soạn thánh khúc.

## Toả sáng vớiDũng sĩ Hesman
Năm 1994, tới lượt Dũng sĩ Hesman ra đời, qua một lần ông được người bạn tặng cho mấy cuốn băng betacam Voltron – Defender of the Universe. Ông huy động các con vào phụ vẽ. Suốt 5 năm, đi học về là các con buông cặp lao vào phác nét và tô màu, còn ông chỉ vẽ mặt và động tác nhân vật. Trung bình cứ mỗi tuần Dũng sĩ Hesman được một cuốn 72 trang, Nhà xuất bản Mĩ Thuật cử người tới nhà lấy in nửa cuốn, cuối tuần lại lấy phần còn lại in nốt. Nhân viên xuất bản xã phải di chuyển 4 lần giữa Sài Gòn và Châu Đức tổng cộng gần 500 km, vị chi, khi kết thúc loạt 159 cuốn thì nhân viên ấy phải đi gần hai vòng địa cầu. Những ngày quây quần kiếm sống trong xưởng vẽ gia đình, ông bảo con rằng: "Có thể chúng ta vẽ xấu vì phải làm từ một tờ giấy trắng với tất cả trí tưởng tượng có được".
Thập niên 1990, công ước Berne chưa có hiệu lực ở Việt Nam nên việc nhiều họa sĩ sao chép tác phẩm ngoại quốc kiếm lời rất phổ biến, nhưng đến năm 1999, Nguyễn Hùng Lân chủ động dừng Dũng sĩ Hesman vĩnh viễn với lý do thực tế là các con ông sắp học xong trung học phổ thông và không thể "mượn" tác quyền được mãi. Ông nói với họ: "Làm nghề gì cũng cần mẫn và biết ơn với nghề. Ba biết ơn việc cạo mủ cao su vì nó mang cho ba ít tiền để mua giấy vẽ bản thảo và thành họa sĩ. Những điều đang có bắt đầu từ những khao khát những ngày nhỏ".

## Giai thoại phông chữ
Nguyễn Hùng Lân cũng được biết đến là tác giả bộ phông chữ HL Comic và HL Thu Phap hợp mã Unicode, ra đời năm 2003 ban đầu với ý định tiết kiệm khâu vẽ cho mạn họa sĩ, nhưng sau lại được ứng dụng nhiều trong kỹ thuật quảng cáo, trong khi tranh truyện Việt Nam vẫn thoi thóp trên bảng xếp hạng quốc tế. Năm 2004, một hacker bí danh D.T.M. tấn công trang chủ của ông nhằm đánh cắp bộ phông chữ, nhưng sau đó ít lâu lại chủ động liên lạc với ông để chỉ cách vá lỗ hổng thông tin. Người này xưng tên Đinh Thái Mạnh, đang là học sinh ở Thái Nguyên: "Con háo thắng nên hack cho vui, sau xem lại cơ sở dữ liệu mới biết là website chia sẻ miễn phí nên con thấy hối hận". Đinh Thái Mạnh sau đó thi đại học và trở thành kỹ sư công nghệ thông tin.

## Trứ tác
- Người đầu tiên lên mặt trăng (đăng tạp chí)
- Cổ tích Việt Nam 1. Nhà xuất bản Tiền Giang (1987), 24 tập
- Các truyện phiêu lưu mạo hiểm. Nhà xuất bản Tiền Giang (1988), 20 tập
- Tề thiên đại thánh. Nhà xuất bản Mĩ Thuật (1989), 13 tập
- Ngàn lẻ một đêm. Nhà xuất bản Tiền Giang (1990), 24 tập
- Ngàn lẻ một đêm (khổ nhỏ). Nhà xuất bản Tiền Giang (1990), 32 tập
- Cổ tích Việt Nam 2. Nhà xuất bản Mũi Cà Mau (1990), 28 tập
- Toét và Xệ. Nhà xuất bản Đồng Nai (1991), 8 tập
- Tiểu Long Nhân. Nhà xuất bản Mĩ Thuật (1991), 13 tập
- Hãy đợi đấy. Nhà xuất bản Đồng Nai (1993), 16 tập
- Dũng sĩ Hesman. Nhà xuất bản Mỹ Thuật (1994), 159 tập
- Siêu nhân Việt Nam. Nhà xuất bản Mĩ Thuật (1997), 52 tập
- Võ sĩ đạo samurai. Nhà xuất bản Mĩ Thuật (1998), 12 tập
- X-MEN những người bạn bí ẩn. Nhà xuất bản Đồng Nai (1998), 15 tập
- TKKG Tứ quái Sài Gòn. Nhà xuất bản Kim Đồng (1999), 3 tập
- Tâm hồn cao thượng. Nhà xuất bản Đà Nẵng (2001), 8 tập
- Gương sáng tuổi xanh. Nhà xuất bản Trẻ (2005), 24 tập
- Bé đọc truyện và tô màu. Nhà xuất bản Đồng Nai (2003), 24 tập
- Truyện cổ nước Nam. Nhà xuất bản Đồng Nai (2005), 28 tập
- Cô tiên xanh. Nhà xuất bản Đồng Nai (2000), 140 tập
- Truyện ngụ ngôn bằng tranh màu. Nhà xuất bản Kim Đồng, 8 tập
- Thằng Bờm. Nhà xuất bản Kim Đồng, 6 tập
- Tư Ếch phiêu lưu ký (chưa xong). Nhà xuất bản Thanh Niên, 15 tập
- Vó ngựa Sài Gòn (chưa xong). Nhà xuất bản Thanh Niên, 10 tập